# 尤什科澤羅湖
尤什科澤羅湖是俄羅斯的湖泊，由卡累利阿共和國負責管轄，屬於奎托湖流域，該湖長3至5公里，面積約10平方公里，是遊客經水路旅遊的熱門路線。